# جمرة غضى (مسلسل)
جمرة غضى، مسلسل تلفزيوني إماراتي، إنتج وعرض بعام 2006. كتبه جمال سالم وأخرجه السوري عارف الطويل.
تم تصوير مشاهده بين الإمارات والهند.

## قصة المسلسل
تدور أحداث المسلسل بعد مرافقة سند شقيقته جواهر برحلة علاج في الهند، ويتهم بتهمة القتل العمد وهو يدافع عن أخته وابنته من لص يحاول سرقتهما، ويحكم عليه بالسجن عشرين عامًا، ويترك ابنته لأخته لتعتني بها، ولكن أخته تركتها لتربيها إحدى صديقاتها، وأصبحت غنية بعد أخذها أمواله، وبعد 20 عامًا من سجنه يهرب «سند» ليبحث عن شقيقته.

## الممثلون
- جابر نغموش
- سميرة أحمد
- عبد العزيز جاسم
- منى شداد
- عبد الله عبد العزيز
- ابتسام عبد الله
- محمد العامري
- آلاء شاكر
- مروة راتب
- مريم سلطان
- منصور الفيلي
- هدية سعيد
- لورا أبو أسعد
- شمعة محمد
- سلطان النيادي
- حبيب غلوم
- أحمد الجسمي